# 艳丽齿唇兰
艳丽齿唇兰（学名：Anoectochilus moulmeinensis）为兰科开唇兰属下的一个种。

## 扩展阅读
- 維基物種上的相關：艳丽齿唇兰